# João Dias do Carvalhal
João Dias do Carvalhal nasceu na freguesia da Sé, Angra do Heroísmo, Ilha Terceira, Açores, às 2 h da madrugada do dia 10 de dezembro de 1539 e faleceu em Lisboa em dezembro de 1582, com 43 anos em consequência dos ferimentos recebidos na batalha de Vila Franca do Campo, que ocorreu em julho daquele ano. Foi sepultado na Igreja de São Pedro. Era filho de Francisco Dias do Carvalhal e Catarina Álvares Neto.
Casou, no oratório da casa do pai de sua esposa, em 7 de agosto de 1560, com Maria Borges Abarca, que faleceu, na Sé de Angra, em 27 de junho de 1590. Ela era filha de Ana da Silveira Abarca e Estevão Cerveira Borges. Ana da Silveira Abarca, era neta de Guilherme da Silveira, ou Willelm van der Hagen.
João Dias do Carvalhal, contrário à maioria dos cidadãos de Angra do Heroísmo, acreditava que era melhor prestar honra ao Rei de Espanha quando ocorreu a 'Crise de Sucessão’ em Portugal, mas sabendo que a elite de Angra apoiava D. Antonio, João não expressava publicamente sua visão política. Em 1581, logo depois do nascimento de sua última filha, resolveu sair de Angra rumo à Inglaterra, dizendo que iria apoiar pessoalmente a D. Antonio. Contudo, ao chegar a Lisboa, desviou o caminho e foi para Madri encontrar D. Felipe. Isso gerou muita insatisfação entre os angrenses, afetando até o sogro de João. D. Felipe, satisfeito ao receber o apoio de um personagem importante da ilha Terceira, agraciou João Dias do Carvalhal com o hábito da Ordem de Cristo, o nomeou Fidalgo Cavaleiro da Casa Real e o enviou junto com a armada que iria aos Açores para derrotar os partidários de D. Antonio. A investida teve sucesso, mas João Dias do Carvalhal ficou gravemente ferido nesta batalha. Foi levado de volta a Lisboa para ser cuidado, porém faleceu pouco tempo depois, em 1582, com 43 anos de idade.
Tiveram 12 filhos: Catariana de Cristo (freira no Convento de São Gonçalo), Francisco do Carvalhal Borges (formou-se bacharel em Leis pela Universidade de Coimbra, em 1587, faleceu com 33 anos quando ia para Goa assumir o cargo de Ouvidor), Ana, Isabel Abarca, Ana, Manuel, Estevão, Maria, Úrsula (estes faleceram com pouca idade), Estevão da Silveira Borges, João e Isabel.